# Tilt (rivista)
Tilt era una rivista francese, la prima in patria a parlare esclusivamente del mondo dei videogiochi. Il primo numero uscì nel settembre 1982, mentre l'ultimo, il 122, nel gennaio 1994. Aveva sede a Parigi.